# Elof Ahrle
Gustaf Elof Ahrle, ursprungligen Carlsson, född 21 januari 1900 i Nyköping, död 3 juni 1965 i Sollentuna, var en svensk skådespelare och filmregissör.
Bland Ahrles mer kända filmer märks 65, 66 och jag (1936), O, en så'n natt! (1937), Åh, en så'n grabb! (1939), Alle man på post (1940), Tre glada tokar (1942), Pengar – en tragikomisk saga (1946), Sången om Stockholm (1947), Krigsmans erinran (1947), Loffe på luffen (1948), Min syster och jag (1950), Mästerdetektiven och Rasmus (1953) och Jazzgossen (1958).

## Biografi
Född och uppvuxen i Nyköping började Ahrle 1919 i Elin Svenssons teaterskola. Han blev där och under kommande äventyrligt turnéliv kamrat med Weyler Hildebrand, Nils Ferlin och Harald Beijer. Samtidigt som han studerade på Elin Svenssons teaterskola, hade han tillfällig anställning hos Albert Ranft vid Svenska Teatern och Vasateatern.
På sommaren 1920 blev han knuten till Råsunda friluftsteater samt på vintern samma år till Leopold Edins sällskap, där han fäste uppmärksamheten vid sig som Jack Chesney i Charleys tant. Han skrev även tiotalet folklustspel, det första var Smugglarkungen (1929). 1932–1937 var han knuten till Folkets hus teatern som drevs av Ragnar Klange som en i huvudsak revyteater. Som Loffe var han ofta en Ekenkis och imiterade ekensnack (gammal stockholmsdialekt). Han fick sitt genombrott 1934 i Kar de Mumma-revyn med monologen "Fotbollsakademin", vilket gjorde honom till hela Sveriges "Kisen".
Elof Ahrle medverkade i 77 filmer, regisserade ibland och skrev manus till bland andra Sextetten Karlsson (1945), som byggde på en närmast självbiografisk bok. Han fick som dramatisk skådespelare en lyckad start i Herbert Grevenius Krigsmans erinran (1947) och fortsatte bland annat i Arthur Millers En handelsresandes död i folkparkerna 1959.
Ahrle var 1931–1939 gift med Naemi Briese och från 1940 med Birgit Rosengren. Han var son till mejeriägaren Karl August Karlsson och Karolina Matilda Carlson och är far till skådespelaren Leif Ahrle och sångerskan Carina Ahrle. Han var också farbror till balettdansaren och koreografen Per-Arne Qvarsebo och till skådespelaren Ulf Qvarsebo.
Ahrle avled i cancer,[källa behövs] och är begravd på Norra begravningsplatsen utanför Stockholm.

## Filmografi

### Roller
- 1920 – Carolina Rediviva
- 1921 – Körkarlen
- 1934 – Pettersson - Sverige
- 1934 – Flickorna från Gamla stan
- 1934 – Hon eller ingen
- 1935 – Grabbarna i 57:an
- 1936 – Skeppsbrutne Max
- 1936 – 65, 66 och jag
- 1937 – Pappas pojke
- 1937 – Odygdens belöning
- 1937 – O, en så'n natt!
- 1937 – Vi går landsvägen
- 1937 – Än leva de gamla gudar
- 1937 – Ryska snuvan
- 1938 – Herr Husassistenten
- 1938 – Bara en trumpetare
- 1938 – Den stora kärleken
- 1938 – Kamrater i vapenrocken
- 1938 – Vi som går scenvägen
- 1939 – Åh, en så'n grabb!
- 1939 – Efterlyst
- 1940 – Alle man på post
- 1940 – Hjältar i gult och blått
- 1940 – Lillebror och jag
- 1940 – Åh, en så'n advokat
- 1941 – Fransson den förskräcklige
- 1941 – Söderpojkar
- 1941 – Uppåt igen
- 1942 – Tre glada tokar
- 1942 – Tre skojiga skojare
- 1942 – Ungdom i bojor
- 1942 – I gult och blått
- 1942 – Flickan i fönstret mitt emot
- 1943 – En fånge har rymt
- 1943 – Herr Collins äventyr
- 1943 – Livet måste levas
- 1944 – Lev farligt
- 1945 – Blåjackor
- 1945 – Moderskapets kval och lycka
- 1945 – Sten Stensson kommer till stan
- 1945 – Skådetennis
- 1945 – Sextetten Karlsson
- 1946 – Pengar - en tragikomisk saga
- 1946 – Onsdagsväninnan
- 1946 – 100 dragspel och en flicka
- 1947 – Sången om Stockholm
- 1947 – Maria
- 1947 – Krigsmans erinran
- 1948 – Loffe på luffen
- 1948 – Dit vindarna bär
- 1948 – Loffe som miljonär
- 1949 – Hur tokigt som helst
- 1949 – Sjösalavår
- 1950 – Loffe blir polis
- 1950 – Medan staden sover
- 1950 – Min syster och jag
- 1950 – Motorkavaljerer
- 1950 – Två trappor över gården
- 1951 – Livat på luckan
- 1951 – Skeppare i blåsväder
- 1951 – Det var en gång en sjöman
- 1952 – Säg det med blommor
- 1952 – Kronans glada gossar
- 1952 – Åke klarar biffen
- 1953 – Göingehövdingen
- 1953 – Mästerdetektiven och Rasmus
- 1953 – Kungen av Dalarna
- 1954 – Taxi 13
- 1955 – Danssalongen
- 1955 – Friarannonsen
- 1955 – Ute blåser sommarvind
- 1955 – Paradiset
- 1955 – Männen i mörker
- 1956 – Flamman
- 1956 – Rasmus, Pontus och Toker
- 1956 – Lille Fridolf och jag
- 1956 – På heder och skoj
- 1956 – Karl för sin hatt
- 1957 – Lille Fridolf blir morfar
- 1957 – Aldrig i livet
- 1958 – Jazzgossen
- 1958 – Gäst hos bagaren
- 1959 – Mälarpirater
- 1959 – Djurgårdsmässan
- 1960 – Domaren
- 1960 – 16 år

### Regi
- 1942 – Tre skojiga skojare
- 1942 – I gult och blått
- 1943 – Livet måste levas
- 1943 – En fånge har rymt
- 1945 – Sextetten Karlsson
- 1946 – Stiliga Augusta
- 1947 – Sången om Stockholm
- 1948 – Livet på Forsbyholm
- 1950 – Motorkavaljerer
- 1950 – Loffe blir polis

## Teater

### Roller (ej komplett)
| År   | Roll                  | Produktion                                                                           | Regi                 | Teater                           |
| ---- | --------------------- | ------------------------------------------------------------------------------------ | -------------------- | -------------------------------- |
| 1923 | Emil Carlsson, murare | Stiliga Agusta Gustaf af Geijerstam                                                  | Leopold Edin         | Lilla Folkteatern                |
| 1923 |                       | 33,333 Algot Sandberg                                                                | Leopold Edin         | Lilla Folkteatern                |
| 1923 | Ernst Lundroth        | Kusin Teodor (Die Goldgrube) Carl Laufs och Wilhelm Jacoby                           | John Norrman         | Lilla Folkteatern                |
| 1923 | Greve Kronjhelm       | Som medlem av familjen Emil Gade                                                     | John Norrman         | Lilla Folkteatern                |
| 1923 |                       | Blidökungen George Sylwan                                                            | John Norrman         | Lilla Folkteatern                |
| 1924 | Torsten               | När Svält-Jerker skulle skaffa sig arvinge Kristoffer Klemens                        | John Norrman         | Lilla Folkteatern                |
| 1933 | Medverkande           | Folkets gröna ängar, revy Åke Söderblom, Herr Dardanell, Sten Axelson, Gösta Chatham | Ragnar Klange        | Folkets hus teater               |
| 1933 | Karl Johan            | Skärgårdsflirt Gideon Wahlberg                                                       | Ragnar Klange        | Folkets hus teater               |
| 1936 | Medverkande           | Heja folket, revy Harry Iseborg och Nisse Berggren                                   | Ragnar Klange        | Folkets hus teater               |
| 1936 |                       | 65, 66 och jag (65 og 66 og mig) Axel Frische                                        | Ragnar Klange        | Folkets hus teater               |
| 1937 | Medverkande           | Folket i bild, revy                                                                  | Ragnar Klange        | Folkets hus teater               |
| 1939 |                       | Pricken (Bravo, Tobias!) Svend Rindom                                                | Svend Rindom         | Oscarsteatern                    |
| 1947 | Jocke                 | Krigsmans erinran Herbert Grevenius                                                  | Henrik Dyfverman     | Blancheteatern                   |
| 1951 | Tony Rigi             | Det gäller miljonen (To Dorothy a Son) Roger MacDougall                              | Gerda Wrede          | Norrköping-Linköping stadsteater |
| 1954 | Medverkande           | Arsenik åt alla spetsar, revy Rune Moberg                                            | Gösta Jonsson        | Boulevardteatern                 |
| 1955 | Sebastien             | Han, Hon och Hin (Le Mari, la femme et la mort) André Roussin                        | Per Gerhard          | Vasateatern                      |
| 1955 | H.C. Curry            | Regnmakaren (The Rainmaker) N. Richard Nash                                          | Frank Sundström      | Nya Teatern                      |
| 1960 | Argan                 | Den inbillade sjuke (Le Malade imaginaire) Moliére                                   | Tore Karte           | Fredriksdalsteatern              |
| 1963 | Andreas Jarl          | Änkeman Jarl Vilhelm Moberg                                                          | Per-Axel Branner     | Skansens friluftsteater          |
| 1964 |                       | Den stora effekten (La grosse valise) Robert Dhery                                   | Stig Ossian Eriksson | Idéonteatern                     |

## Radioteater

### Roller
| År   | Roll        | Produktion                                   | Regi        |
| ---- | ----------- | -------------------------------------------- | ----------- |
| 1946 | Medverkande | Bortom alla väggar, kabaret Gustaf Carlström | Johan Falck |